# Bartolo Colón
Bartolo Colón (ur. 24 maja 1973) – dominikański baseballista, który występował na pozycji miotacza.

## Przebieg kariery
W czerwcu 1993 podpisał kontrakt jako wolny agent z Cleveland Indians i początkowo występował  klubach farmerskich tego zespołu, między innymi w Buffalo Bisons, reprezentującym poziom Triple-A. W Major League Baseball zadebiutował 4 kwietnia 1997 w meczu przeciwko Anaheim Angels. Rok później po raz pierwszy zagrał w Meczu Gwiazd, w którym zanotował zwycięstwo. W czerwcu 2002 w ramach wymiany zawodników przeszedł do Montreal Expos, w którym występował do końca sezonu 2002.
W styczniu 2003 został zawodnikiem Chicago White Sox, zaś w grudniu 2003 jako wolny agent podpisał kontrakt z Anaheim Angels. W sezonie 2005 po raz drugi w karierze wystąpił w All-Star Game, zaliczył najwięcej wygranych w American League (21) i otrzymał nagrodę Cy Young Award jako pierwszy zawodnik Angels od 1964 roku. W lutym 2008 został zawodnikiem Boston Red Sox, zaś w styczniu 2009 ponownie Chicago White Sox. W 2010 nie rozegrał żadnego spotkania z powodu kontuzji łokcia.
W styczniu 2011 jako wolny agent podpisał kontrakt z New York Yankees, w którym występował przez sezon. 22 sierpnia 2012 podczas gry w Oakland Athletics został zawieszony na 50 meczów za stosowanie niedozwolonych środków dopingujących. W 2013 otrzymał po raz trzeci w karierze powołanie do AL All-Star Team, notując do przerwy spowodowanej Meczem Gwiazd 11 zwycięstw przy wskaźniku ERA 2,78.
W grudniu 2013 podpisał dwuletni kontrakt wart 20 milionów dolarów z New York Mets. 8 sierpnia 2014 w meczu przeciwko Philadelphia Phillies zaliczył 200. zwycięstwo w MLB jako trzeci zawodnik pochodzący z Dominikany po Juanie Marichalu (1970) i Pedro Martínezie (2006). 7 maja 2016 w meczu przeciwko San Diego Padres zdobył pierwszego home runa w MLB po narzucie Jamesa Shieldsa.
17 listopada 2016 podpisał roczny kontrakt z Atlanta Braves. 7 lipca 2017 podpisał niegwarantowany kontrakt z Minnesota Twins. 18 lipca został powołany do składu Twins na mecz z New York Yankees.
W lutym 2018 związał się niegwarantowaną umową z Texas Rangers.

## Nagrody i wyróżnienia
| Nagroda/wyróżnienie | Lata                   | Źródło |
| 5× All-Star         | 1998, 2005, 2013, 2016 | [ 1 ]  |
| Cy Young Award      | 2005                   | [ 1 ]  |